# 소가역
소가역(일본어: 蘇我駅, そがえき)은 일본 지바현 지바시 주오구에 있는 철도역이다. 원래 가와사키 제철 공장 (지금의 JFE 스틸 동일본 제철소 지바 공장)을 중심으로 그 통근객들이 살던 마을이었기 때문에 "기업 조카마치"라 불렸던 곳이다.

## 타는 곳
| 1    | ■ 우치보선 ■ 소토보선  | 지바・긴시초・도쿄 방면 |
| 2    | ■ 소토보 선 ■ 우치보선 | 지바・긴시초・도쿄 방면 |
| 2    | 게이요선               | 가이힌마쿠하리・마이하마・신키바・도쿄 방면 (특별급행 '와카시오'・'사자나미', 소토보선・우치보선에서부터 게이요선으로 직결 운행하는 열차) |
| 3・4 | 게이요선               | 가이힌마쿠하리・마이하마・신키바・도쿄 방면(당역출발)                                                                                     |
| 5    | ■ 우치보선             | 고이・기사라즈・기미쓰・다테야마・지쿠라・아와카모가와 방면 (특별급행 '사자나미', 게이요선에서부터 직결 운행하는 열차도 포함)             |
| 5    | ■ 소토보선             | 오아미・신모바라・가즈사이치노미야・오하라・가쓰우라・아와카모가와 방면 (특별급행 '와카시오', 게이요선에서부터 직결 운행하는 열차도 포함) |
| 6    | ■ 소토보선             | 오아미・신모바라・가즈사이치노미야・오하라・가쓰우라・아와카모가와 방면                                                                   |
| 6    | ■ 우치보선             | 고이・기사라즈・기미쓰・다테야마・지쿠라・아와카모가와 방면                                                                               |

게이요 임해철도 린카이 본선은 화물선이기 때문에 여객 영업을 하지 않는다.

## 역세권 정보
- 국도 제357호선
- 도쿄만
- 후쿠다 전차 아리나(지바시 소가 구기장, 제프 유나이티드 이치하라 지바의 홈 구기장)

## 역사
- 1896년 1월 20일: 영업 개시.